# MythBusters: The Search
Mythbusters: The Search es un reality competitivo de
Discovery Science. El objetivo era determinar quiénes serían los nuevos presentadores de la serie MythBusters.

## Formato
La serie comenzó con diez concursantes En cada episodio, los concursantes competían en un mito en equipo (dos o tres equipos) y un mito individual. El objetivo era poner a prueba un mito, el estilo Mythbusters, y al final se calificaba como Cazado, Posible o Confirmado. Cada equipo y cada concursante eran evaluados por su desempeño tanto en equipo como individualmente. Cada semana un concursante era elegido como El mejor de la semana, y al final del episodio un concursante era eliminado. El mejor de la semana estabá a salvo de la eliminación en el episodio. Al final de la serie, los dos concursantes restantes eran los ganadores.

## Concursantes
Un total de diez concursantes compitieron para ganar la
competencia:
- Tracy Fanara
- Chris Hackett
- Jason Kerestes
- Brian Louden (ganador)
- Jon Lung (ganador)
- Ben Nowack
- Allen Pan
- Martin Pepper (finalista)
- Sarah Petkus
- Tamara Robertson (finalista)

## Episodios
| Nº | Título                                                                      | Fecha de emisión original |
| --- | --------------------------------------------------------------------------- | ------------------------- |
| 1 | «Fast & Furious Ejector Seat» «Rápido y furioso, asiento eyector»           | 7 de enero de 2017        |
| ¿Es posible construir un asiento eyector como en la película The Fast and the Furious? Posible. ¿Las pelotas con menos presión son más fáciles de atrapar? No. Cazado.            |                                                                             |                           |
| 2 | «Painting with Explosives Revisited» «Pintura explosiva revisado»           | 14 de enero de 2017       |
| ¿Es posible pintar una habitación con explosivos? No. Cazado. ¿Las bebidas alcohólicas aumentan la creatividad? Posible.                                                          |                                                                             |                           |
| 3 | «Shooting Blind» «Disparar a ciegas»                                        | 21 de enero de 2017       |
| ¿Es posible construir un bote con cartón? Confirmado. ¿Es posible dispararle a un objetivo guiándose solo por el sonido? No. Cazado.                                              |                                                                             |                           |
| 4 | «Revenge of the Needle in a Haystack» «La venganza de la aguja en el pajar» | 28 de enero de 2017       |
| ¿Es difícil encontrar una aguja en el pajar? Confirmado. ¿Es posible abrir unas esposas con una horquilla para el cabello? Posible.                                               |                                                                             |                           |
| 5 | «The A-Team Challenge» «El desafío de Brigada A»                            | 4 de febrero de 2017      |
| ¿Es posible construir un arma utilizando chatarra? Posible. ¿Es imposible manejar una bicicleta invertida sin entrenamiento? Confirmado.                                          |                                                                             |                           |
| 6 | «Hollywood Plane Landing» «Aterrizaje de Hollywood»                         | 11 de febrero de 2017     |
| ¿Es posible escalar un edificio con aspiradoras? Posible. ¿Puede una persona sin entrenamiento aterrizar una avioneta solo con las instrucciones de la torre de control? Posible. |                                                                             |                           |
| 7 | «Return of the Spy Car» «El regreso del auto espía»                         | 18 de febrero de 2017     |
| ¿Se puede construir un dispositivo espía para cegar a un auto perseguidor? Posible. ¿Cantar ayuda a mantener la calma? Posible.                                                   |                                                                             |                           |
| 8 | «Exploding Grand Finale» «Gran final explosivo»                             | 25 de febrero de 2017     |
| ¿Se puede usar un calentador de agua para escapar de la cárcel? No. Cazado. ¿Es posible caminar sobre el agua utilizando chalecos salvavidas y cinta adhesiva? Posible.           |                                                                             |                           |